# 해군전투병과학교
해군전투병과학교(海軍戰鬪兵科學校)는 대한민국 해군의 군사학교이다.

## 같이 보기
- 해군교육사령부